# Aquel ritmillo
Aquel ritmillo és un curtmetratge d'Espanya dirigit per Javier Fesser realitzat en 1994. Va ser el primer curtmetratge del director i va obtenir el Premi Goya al millor curtmetratge de ficció.

## Argument
Un ancià que és tancat a una residència i que creu que és prop de morir, recorda el seu passat quan era inspector en cap d'Electrodomésticos Prim. Gaudia d'un especial sentit del ritme, i recorda el "ritmillo" o canterella que l'acompanyava quan defensava els productes de la seva empresa.

## Repartiment
- Luis Ciges
- Victoriano Romera
- Alberto Fesser
- Jaime Barella
- Pablo Pinedo
- José Monleón
- Sara Hill
- Pilar Losantos
- Almudena Martínez
- Ana Martínez
- Antonio González Zapata
- Manolo Marcos
- Antonio Fernández Santamaría
- Manolo Gómez
- Guillermo Fesser

## Premis
| Categoria                             | Persona                               | Resultat    |
| ------------------------------------- | ------------------------------------- | ----------- |
| Goya al millor curtmetratge de ficció | Goya al millor curtmetratge de ficció | 'Guanyadora |